# Wood-Ridge
Wood-Ridge – miasto w Stanach Zjednoczonych, w stanie New Jersey, w hrabstwie Bergen. W 2010 roku liczyło 7626 mieszkańców.